# 揚二世 (奧斯威辛)
揚二世（波蘭語：Jan II oświęcimski，？—1376年2月19日），奧斯威辛公爵，揚一世之子，1372年至1376年在位。

## 家庭
1365年左右，揚二世與布熱格公爵路德維克一世的女兒雅德薇加（Jadwiga）結婚，兩人共有1子2女：
1. 揚三世
2. 安娜
3. 卡塔齊娜